# 鷹司孝子
鷹司孝子（1602年—1674年），江戶幕府三代將軍德川家光的正室，父親是關白鷹司信房，母親是佐佐成政之女岳星院，兄長是關白鷹司信尚。
1623年，家光繼承將軍之位。由於當時德川秀忠之女和子嫁給後水尾天皇，為了宣揚公武合一的理念，對於還沒有正室的家光，自然也從公家挑選適合的千金做為匹配對象，於是決定迎娶五攝家之一鷹司家的女兒為妻。1624年，孝子前往江戶城與家光結婚，第二年正式舉行婚禮，成為御台所。
孝子與家光的感情並不好，兩人之間也沒有生育。後來孝子一個人住在江戶城中之丸，被稱為“中之丸殿”。傳說家光似乎對男色有興趣，而且又納許多身份卑微的女人當側室，這也可能是夫妻不睦的原因。
1651年，家光過世，孝子對幕府的唯一要求，就只有希望能夠保留自家光身邊所得到的黃金五十兩，及茶具之類的雜物，之後孝子落髮為尼，號本理院。
1664年，本理院曾經前往京都，拜見後水尾天皇，並趁機回到了娘家，但她的父親鷹司信房已在三年前去世。1674年過世，享年七十二歲，葬在江戶傳通院，法名本理院殿照譽圓覺徹心大姊。

## 相關影視作品
影視劇
- 德川的夫人們（1967年、CX、演：稻野和子（日语：稲野和子））
- 德川的夫人們（1974年、CX、演：宗方奈美）
- 柳生一族的陰謀（日语：柳生一族の陰謀#連続ドラマ）（1978年、KTV、演：植木悅子）
- 德川的女子們（日语：徳川の女たち）（1980年、CX、演：吉本真由美）
- 服部半藏 影之軍團（日语：服部半蔵 影の軍団）（1980年、KTV、演：三浦真弓）
- 柳生十兵衛暴走之旅（日语：柳生十兵衛あばれ旅）（1982年、ANB、演：上村香子）
- 大奧（1983年、KTV、演：坂口良子）
- 花之心（日语：花のこころ）（1985年、TBS、演：佐久間良子）
- 春日局（1989年、NHK大河劇、演：中田喜子）
- 葵德川三代（2000年、NHK大河劇、演：中江有里）
- 大奥 第一章（2004年、CX、演：木村多江）
- 天下騷亂〜德川三代的陰謀（日语：天下騒乱〜徳川三代の陰謀）（2006年、TX、演：松暢子）
- 江～公主們的戰國～（2011年、NHK大河劇、演：葛西幸菜）